# سان كريستوفورو
سان كريستوفورو (بالإيطالية: San Cristoforo)‏ هي بلدية في مقاطعة ألساندريا في إقليم بييمونتي في إيطاليا.

## السكان
في سنة 1861 بلغ عدد السكان 793 نسمة، وتطور العدد ليصل في سنة 2011 لـ 607 نسمة.
يظهر هذا المخطط البياني تطور النمو السكاني لـ سان كريستوفورو